# Liste der Präsidenten von Kap Verde
Dies ist eine Liste der Präsidenten des vor der Westküste Afrikas liegenden Inselstaats Kap Verde seit der Unabhängigkeit von Portugal 1975.

## Liste der Amtsinhaber
| Nr. | Bild        | Name (Lebensdaten)                            | Amtszeit          | Amtszeit          | Partei |
| Nr. | Bild        | Name (Lebensdaten)                            | Beginn            | Ende              | Partei |
| --- | ----------- | --------------------------------------------- | ----------------- | ----------------- | ------ |
| 1   |             | Aristides Pereira (* 1923; † 2011)            | 8. Juli 1975      | Januar 1981       | PAIGC  |
| 1   | Januar 1981 | Aristides Pereira (* 1923; † 2011)            | 22. März 1991     | PAICV             |        |
| 2   |             | António Mascarenhas Monteiro (* 1944; † 2016) | 22. März 1991     | 22. März 2001     | MpD    |
| 3   |             | Pedro Pires (* 1934)                          | 22. März 2001     | 9. September 2011 | PAICV  |
| 4   |             | Jorge Carlos Fonseca (* 1950)                 | 9. September 2011 | 9. November 2021  | MpD    |
| 5   |             | José Maria Neves (* 1960)                     | 9. November 2021  | amtierend         | PAICV  |